# MontanaMax

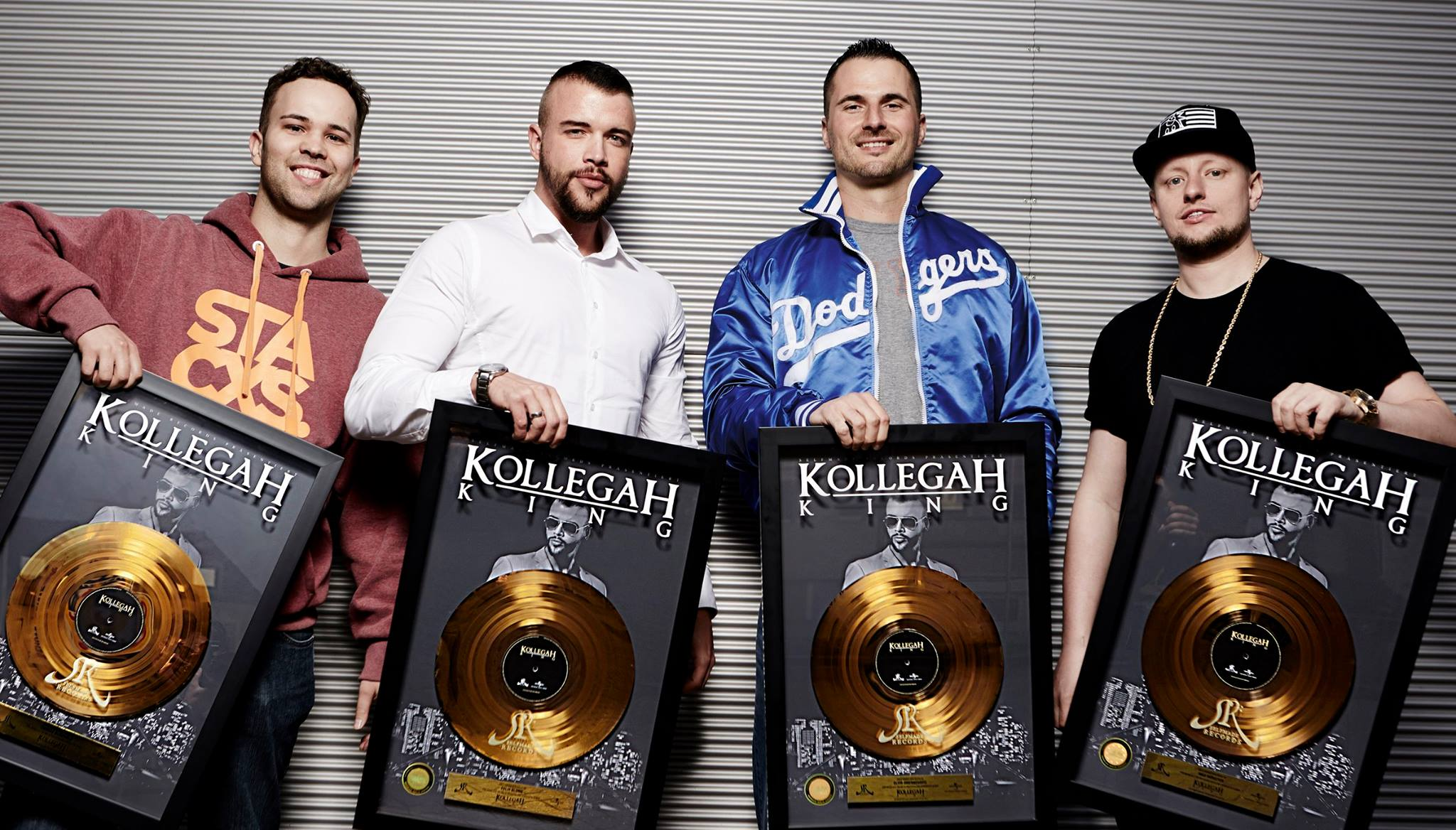
Thomas Burkholz, Kollegah, Elvir Omerbegovic und Max Mönster bei der Goldverleihung für das Album „King“

MontanaMax (* 1984 in Bremen; bürgerlich Max Mönster) ist ein deutscher Rapper.

## Biografie
MontanaMax begann im Jahr 2001 zu rappen. Er arbeitete daraufhin mit dem Bremer Produzenten MixChris, mit dem er bereits gemeinsam zur Schule gegangen war, an gemeinsamer Musik. 2002 erschien unter dem Titel Auf dem Boden der Tatsachen das erste Album der beiden Hip-Hop-Musiker, das sie zum kostenlosen Download auf ihrer Website bereitstellten.
2005 veröffentlichte er zusammen mit dem ebenfalls aus Bremen stammenden Rapper Shiml das Album Nach Uns Der Rest. Auch dieses Album erschien zum kostenlosen Download im Internet. Es folgten diverse Auftritte in ganz Deutschland, unter anderem auch als Support für Künstler wie Azad, Harris und Sido.
Am 24. August 2007 veröffentlichte MontanaMax sein erstes Soloalbum Einzelkind. Dieses erschien über das Label 203 Records und enthält Gastbeiträge von Shiml, Casper, Sha-Karl und Tommy Boy. 2008 war er auf den Samplern Orgi Pörnchen 5 des Rappers King Orgasmus One mit dem Titel Genau mein Stil und auf Untergrund Raport…die Straße hat das Wort mit dem Lied Mac Gyver vertreten.
Am 14. November 2008 folgte mit Maximilian, das über das Label 667 One More Than The Devil erschien, das zweite Album. Für dieses nahm der Rapper Lieder mit Shiml, Saad, Casper, Vasee und Favorite auf und nutzte Beats der Produzenten Bjet, Alper, Ave, Kevoe West und 7inch. Als erstes Stück wurde Kein Bock als Video umgesetzt und am 29. Oktober 2008 veröffentlicht.
Am 26. November 2010 veröffentlichte MontanaMax mit Shiml das Album Generation Null über das Düsseldorfer Label Selfmade Records.
Im Dezember 2011 war MontanaMax auf der Auf und Davon EP von Casper zu hören.
Im Oktober 2015 war er auf dem Selfmade Records Sampler Chronik III zusammen mit Shiml zu hören. Mönster arbeitet hauptberuflich als Label Manager / A&R beim größten der drei Major Labels Universal Music Group.
2015 folgte ein weiteres Projekt von MontanaMax. Unter dem neuen Pseudonym „Lord Nakko“ war er in der Formation „Gloomy Boyz“, mit dem Rapper Casper (alias „Lil Creep“) und dem Musikproduzenten Markus Ganter (alias „DJ Krypt“) zu hören. Es erschien am 7. Dezember 2015 die gemeinsame, Trap-Musik gezeichnete, EP Auz der Grvft.

## Diskografie
Alben 

| Cover | Titel                       | Jahr | Kommentar                       |
| ----- | --------------------------- | ---- | ------------------------------- |
|       | Auf dem Boden der Tatsachen | 2002 | mit MixChris                    |
|       | Nach uns der Rest           | 2005 | Gratis Online-Mixtape mit Shiml |
|       | Einzelkind                  | 2007 |                                 |
|       | Maximilian                  | 2008 |                                 |
|       | Generation Null             | 2010 | mit Shiml                       |
|       | Auz der Grvft               | 2015 | mit Casper                      |

Sonstige

- 2007: M zu dem O (Freetrack)
- 2008: Propeller (Remix) (feat. Casper) (Freetrack)
- 2008: Was ihr auch versucht (feat. JokA)
- 2010: Schwarz (feat. Shiml) (Freetrack)
- 2019: Mein Herz schlägt (feat. Shiml & JokA) Sampler: 120 Jahre LAUTER WERDER